# Pronucula
Pronucula is een geslacht van tweekleppigen uit de  familie van de Nuculidae.

## Soorten
- Pronucula bollonsi Powell, 1955
- Pronucula decorosa Hedley, 1902
- Pronucula kermadecensis W. R. B. Oliver, 1915
- Pronucula maoria Powell, 1937
- Pronucula tenuis Powell, 1927